# 斯塔里察
56°31′N 34°54′E / 56.517°N 34.900°E
斯塔里察（俄语：Ста́рица）是俄羅斯特維爾州南部的一個城市，位於首府特維爾西南77公里，伏爾加河畔。2002年時人口為9,125人。
1297年建立，1775年建市。